# Яковлев, Егор Константинович
Егор Константинович Яковлев (род. 17 сентября 1991, Магнитогорск, Челябинская область) — российский хоккеист, защитник. Капитан магнитогорского «Металлурга». Выступал за клуб «Нью-Джерси Девилз» в НХЛ.

## Биография
Воспитанник магнитогорского «Металлурга». Первые тренеры — Евгений Анатольевич Разумняк, Александр Викторович Шахворостов.
После окончания спортивной школы в 2008 году оказался в системе казанского «Ак Барса». Выступал в Первой лиге за «Ак Барс-2», затем в МХЛ за «Барс». 27 октября 2010 года дебютировал в КХЛ за основную команду «Ак Барс». Затем полтора сезона выступал в основном за альметьевский «Нефтяник» в ВХЛ.
20 октября 2011 года перешёл в возрождаемый ярославский «Локомотив», который 12 декабря начал выступления в ВХЛ. До этого выступал за его молодёжный клуб «Локо». С сезона 2012/13 был игроком основной команды «Локомотив».
7 июня 2015 перешёл из «Локомотива» в СКА, подписав трехлетний контракт. Егора Яковлева включили в состав хоккейной сборной 25 января 2018 года для участия в зимних Олимпийских играх. В составе команды, 25 февраля 2018 года, стал чемпионом зимних Олимпийских игр.
22 мая 2018 стал игроком команды НХЛ «Нью-Джерси Девилз», в составе которой провёл один сезон.
15 мая 2019 стал игроком команды «Металлург» (Магнитогорск), подписав контракт на 2 года. Весной 2021 года контракт был переподписан на 1 год. Перед началом сезона 2021/22 Яковлев стал капитаном команды.
5 мая 2022 года подписал новое соглашение с «Металлургом» на 3 сезона.
За время выступлений в КХЛ становился обладателем Кубка Гагарина в 2017 году в составе СКА. По итогам сезона 2021/22 получил приз «Золотой шлем» (включён в символическую сборную лучших игроков чемпионата). В составе сборной России становился чемпионом мира (2014), серебряным призёром чемпионата мира (2015), олимпийским чемпионом (2018) и серебряным призёром Олимпийских игр (2022).
В апреле 2024 года стал двукратным обладателем Кубка Гагарина.

## Статистика
| Легенда | Легенда                    | Легенда | Легенда                   | Легенда | Легенда    |
| ------- | -------------------------- | ------- | ------------------------- | ------- | ---------- |
| И       | Количество проведённых игр | Штр     | Штрафное время            | +/−     | Плюс-минус |
| Г       | Голы                       | П       | Голевые передачи          | О       | Очки       |
| -       | Статистика неизвестна      | —       | Статистика не учитывалась |         |            |

## Достижения
- Чемпион мира 2014, серебряный призёр чемпионата мира 2015.
- Олимпийский чемпион 2018, серебряный призёр Олимпийских игр 2022.
- Обладатель Кубка Гагарина 2017, 2024.
- Серебряный призёр чемпионата России и КХЛ 2021/22.
- Самый результативный защитник плей-офф КХЛ 2022.
- Обладатель приза «Золотой шлем» 2021/22 (включён в символическую сборную лучших игроков чемпионата КХЛ)[8].
- Серебряный призёр чемпионата ВХЛ 2010/11.
- Победитель Универсиады 2011.
- Победитель юношеского чемпионата России 2005, 2006.

## Награды
- Орден Почёта (26 мая 2014 года) — за большой вклад в победу национальной сборной команды России по хоккею на чемпионате мира 2014 года[9]
- Орден Дружбы (27 февраля 2018 года) — за высокие спортивные достижения на XXIII Олимпийских зимних играх 2018 года в городе Пхенчхане (Республика Корея), проявленные волю к победе, стойкость и целеустремленность[10].
- Медаль ордена «За заслуги перед Отечеством» I степени (25 февраля 2022 года) — за высокие спортивные достижения, волю к победе, стойкость и целеустремлённость, проявленные на XXIV Олимпийских зимних играх 2022 года в городе Пекине (Китайская Народная Республика)[11].